# Godfrey-Milliken Bill
Die Godfrey-Milliken Bill, offiziell: Bill C-339: The American Liberty and Democratic Solidarity (Loyalty) Act, ist ein von einem sogenannten Hinterbänkler in das kanadische Parlament eingebrachter Gesetzentwurf (engl.: Private Member's Bill, frz.: Projet de loi émanant d'un député) der Abgeordneten Peter Milliken und John Godfrey. Er sollte als Parodie und gleichzeitig als Angriff auf den US-amerikanischen Helms-Burton Act (Cuban Liberty and Democratic Solidarity (LIBERTAD) Act) dienen.
Der Helms-Burton Act installierte harte Strafen für alle Unternehmen oder Personen, die von von der kubanischen Revolution enteignetem US-amerikanischen Eigentum profitieren. Dieses Gesetz schloss auch ausländische Staaten und Unternehmen mit ein. Da praktisch alles in Kuba in irgendeiner Weise „enteignetes Eigentum“ war, betraf dieses demzufolge auch kanadische Unternehmen.
Der Gesetzentwurf von 1996 ruft die Hinterbliebenen der Loyalisten auf, von der damaligen amerikanischen Regierung enteignetes Land und Eigentum zurückzufordern. Er hätte außerdem das Recht verbrieft, Vorstände von Unternehmen oder deren Macht ausübende Aktieninhaber, ebenso wie deren Ehefrauen und Kindern aus Kanada auszuweisen bzw. ihnen die Einreise zu verweigern, sofern sie enteignetes Eigentum ehemaliger Loyalisten verwalten. Ungefähr drei Millionen Kanadier dürften Abkömmlinge der Loyalisten des Vereinigten Königreichs sein, wie unter anderen auch Milliken und Godfrey. Der Wert des während der Amerikanischen Revolution enteigneten Eigentums dürfte sich auf einige Milliarden US-Dollar belaufen.
Die Bill erlangte in ganz Kanada große Aufmerksamkeit, wurde jedoch auch in den USA nicht komplett ignoriert.
Die Godfrey-Milliken Bill wurde niemals Gesetz, jedoch passierte ein seriöserer Entwurf namens An Act to amend the Foreign Extraterritorial Measures Act den kanadischen Kongress. Es verwies zwar nicht auf vergangene Eigentumsansprüche der Loyalisten, jedoch versuchte es den Helms-Burton-Act innerhalb Kanadas zu neutralisieren. 